# 濟席哈
濟席哈（？—1662年），正黃旗滿洲人，富察氏，清朝政治人物、清朝刑部尚書。
济席哈历任巴牙喇纛章京，正红旗蒙古梅勒额真、固山额真，曾任刑部右侍郎。清军入关前，与席特库一起征伐索伦部，俘获酋长。顺治元年清军入关，先后率师驻杭州，征福建。順治七年十二月乙巳，接替覺羅郎球，擔任刑部尚書，后革。由陳泰接任。顺治十四年，率兵从罗托征云南，击败李定国军。后任靖东将军，镇压于七起义。进封世职至三等阿思哈尼哈番。康熙元年卒。后追谥勇壮。

## 家族
父本科理，兄弟敦拜、费雅思哈，属正黄旗满州第一参领第十六佐领，该世管佐领最初由本科理管理（本科理和镶黄旗沙济富察氏即乾隆富察皇后祖上同族），后由本科理子敦拜、濟席哈、费雅思哈等后裔世袭管理，家族先后一等子一等男爵，曾非常显赫，如有富察素丹、富察貝和諾等。晚清有侍郎凤鸣（同治进士）（凤鸣是濟席哈兄弟费雅思哈八世孙，其父瑞成、族堂伯成明和宗室敦诚家联姻，从堂兄弟凤冈、凤纪。凤鸣侄孙祥楙在晚清陆军贵胄学堂记载为祥楙是满洲书润佐领下人，曾祖成明世袭一等男爵头等侍卫 祖凤纪世袭一等男爵原任殺虎副将 本生祖凤冈世袭骑都尉加雲骑尉兼恩骑尉原任山东城守营参将 父连兴世袭一等男爵兼公中佐领 本生父文海世袭骑都尉加雲骑尉兼恩骑尉二等侍卫。此支佐领下人其它姓氏的清末高官者有宁古塔副都统容山（那拉氏）、昌陵總管文山（伊尔根觉罗氏）。

## 延伸阅读
[在维基数据编辑]
 《清史稿·卷242》，出自趙爾巽《清史稿》